# Укрбуд
Украинская государственная строительная корпорация или Укрбуд (укр. Українська державна будівельна корпорація, Укрбуд) — украинская строительная компания, подчинённая Кабинету министров Украины. Основана в 1991 году. Летом 2019 года Укрбуд приостановил строительные работы на своих объектах, после чего их достройкой занялась компания Киевгорстрой.

## История

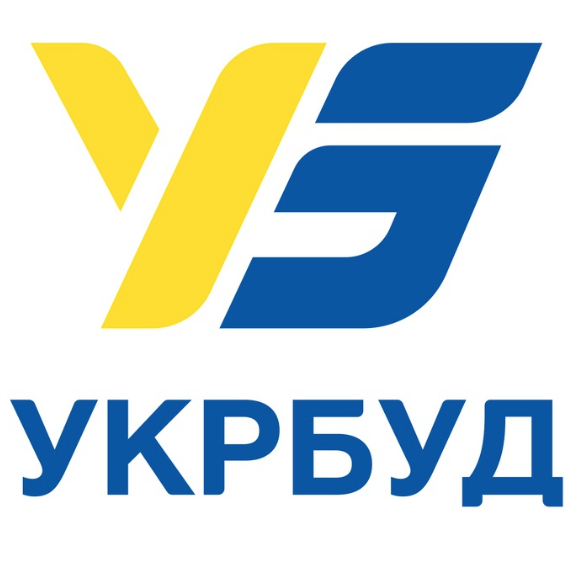
Старый логотип

Корпорация создана постановлением Кабинета министров Украинской ССР 1 июля 1991 года как правопреемник Министерства строительства УССР.
После начала Иракской войны в 2003 году Укрбуд вошёл в число 63 украинских предприятий, которые должны были принять участие в восстановлении иракской инфраструктуры.
В 2009 году на заседании коллегии Министерства регионального развития и строительства было объявлено, что к 2013 году компания будет приватизирована.
Строительство комплекса «Солнечная Ривьера» на Никольской Слободке в Киеве вызвало протесты местных жителей. 1 апреля 2015 года во время протеста против новостройки полицейский получил ранения. В итоге Киевский апелляционный хозяйственный суд запретил данное строительство. В декабре 2015 года из-за скандала вокруг изменения целевого назначения земельного участка под строительство ЖК «Победитель» на улице Воскресенской Укрбуд вышел из проекта.
В мае и июне 2019 года две связанные с Укрбудом компании — Северо-украинский строительный альянс и Спецбуд-Плюс были оштрафованы Антимонопольным комитетом Украины на 262 миллиона гривен за сговор на тендере по реконструкции Шулявского путепровода, гимназии им. Бойченко и корпуса Национального института сердечно-сосудистой хирургии им. Амосова.
Летом 2019 года на большинстве строек Укрбуда прекратились работы. В декабре 2019 года под Офисом президента Украины состоялся митинг инвесторов различных жилищных комплексов Укрбуда с требованием достроить объекты. По данным издания «Экономическая правда» на достройку всех жилищных комплексов Укрбуда, где инвесторами являются порядка 13 тысяч человек, было необходимо потратить порядка 60 миллионов долларов. После этого Президент Украины Владимир Зеленский заявил, что объекты Укрбуда будет достраивать Киевгорстрой.
В феврале 2020 года Киевгорстрой приступил к достройке двух объектов Укрбуда. К маю 2020 года Киевгорстрою было передано 5 из 23 объектов Укрбуда. В июне 2020 года премьер-министр Украины Денис Шмыгаль заявил, что проблемой недостроенных объектов Укрбуда занимается киевский городской голова Виталий Кличко.
Первые три объекта Укрбуда были введены в эксплуатацию в июне 2020 года. В июле 2020 года Киевгорстрой получил на свой баланс ещё 6 объектов Укрбуда. Кроме того, Киевский городской совет принял решение освободить от паевого взноса объекты «Укрбуда». В следующем месяце стало известно, что девятиэтажный комплекс премиум-класса ЖК La Manche будет достраивать компания Perfect Group.
В августе 2020 года министр внутренних дел Арсен Аваков заявил, что в ближайшее время объекты Укрбуда будут достроены.

## Деятельность
По состоянию на 2019 год в состав Укрбуда входили 18 государственных и 80 частных компаний. В 2009 году в Укрбуд на договорных началах входило порядка 400 компаний. 39 компаний (16 %) являлись государственными, при этом 13 из них находились на различных стадиях ликвидации, банкротства или передачи местным органам власти.
Компания начала заниматься жилым строительством в 2011 году. Тогда же Укрбуд полностью переориентировался на жилищное строительство. Девелопментским бизнесом занималась частная компания «Укрбуд девелопмент», работавшая под брендом государственной корпорации Укрбуд. В 2015 году компания занималась постройкой 20 жилых проектов.
В 2016 году Укрбуд построил ограждающий контур для саркофага на Чернобыльской АЭС. С 2017 по 2019 года компания занималась постройкой шестикилометровой железнодорожной ветки в зоне отчуждения Чернобыльской АЭС.

## Объекты

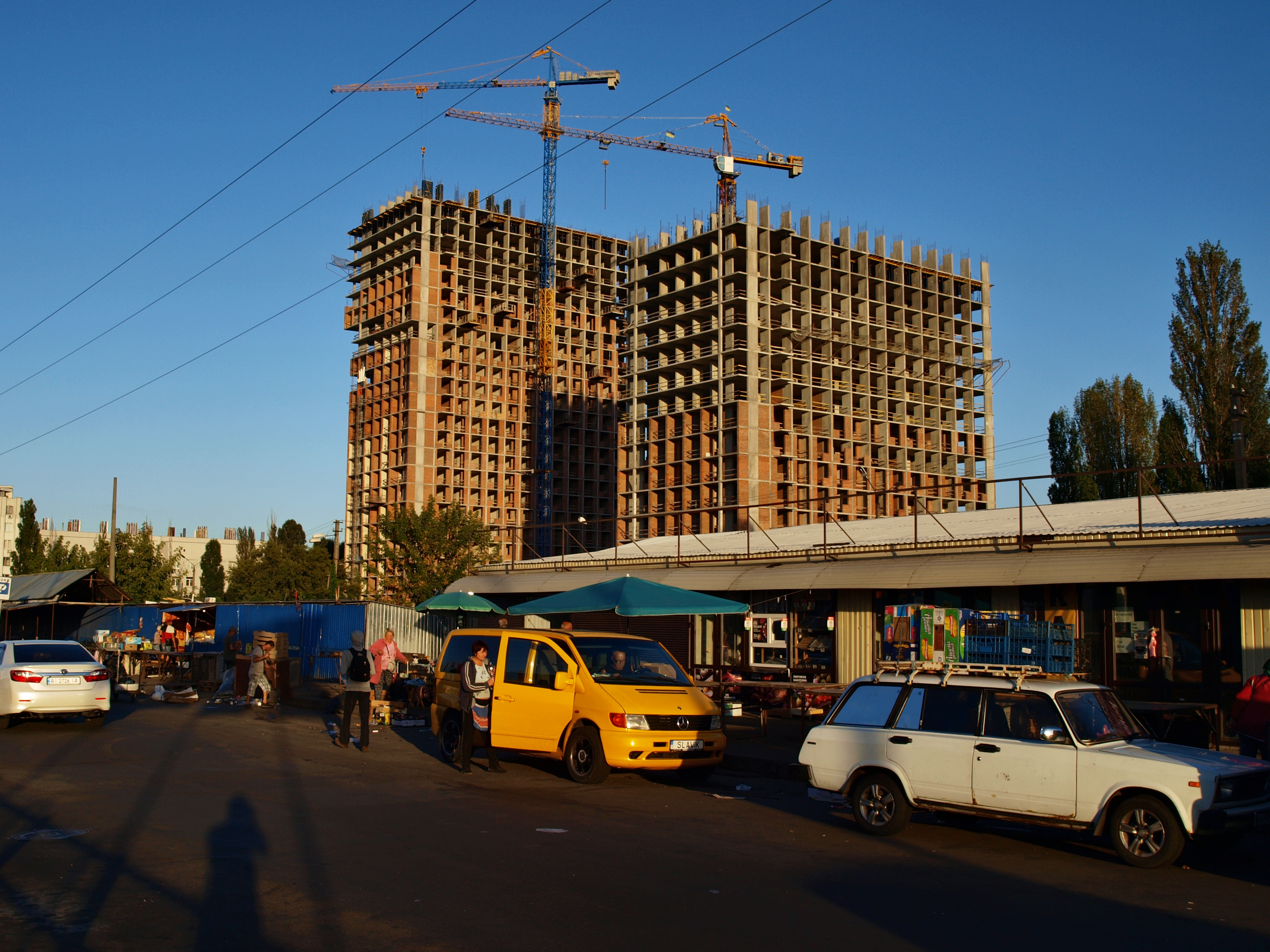
Остановленное строительство ЖК Urban Park, сентябрь 2020 года

С 2010 года Укрбуд сдал 63 дома в 24 жилищных комплексах.
- ЖК Art House (Голосеевский район)
- ЖК Country House (с. Гора)
- ЖК Friendly House (Днепровский район)
- ЖК SOLAR CITY (Святошинский район)
- ЖК Urban Park (Деснянский район)
- ЖК Авангард (Голосеевский район)
- ЖК Аристократ (Печерский район)
- ЖК Артемида (Днепровский район)
- ЖК Артемовский (Шевченковский район)
- ЖК Верховина (Святошинский район)
- ЖК Вышиванка (Оболонский район)
- ЖК Герцен Парк (Шевченковский район)
- ЖК Злагода (Дарницкий район)
- ЖК Козацкий (Соломенский район)
- ЖК Лисовый (Голосеевский район)
- ЖК Лисовый-2 (Голосеевский район)
- ЖК Лыбидь (Голосеевский район)
- ЖК Микитская Слобода (Соломенский район)
- ЖК Минский (Оболонский район)
- ЖК Новопечерский Двор (Печерский район)
- ЖК Обериг (Дарницкий район)
- ЖК Обериг-2 (Дарницкий район)
- ЖК Парк-холл Горький (Голосеевский район)
- ЖК Подол Градъ (Подольский район)
- ЖК Покрова (Шевченковский район)
- ЖК Садовый (Днепровский район)
- ЖК Сказка (Голосеевский район)
- ЖК Старокиевский (Шевченковский район)
- ЖК Чаривне Мисто (Дарницкий район)
- Клубный дом Spas Sky (Подольский район)

## Собственники
Первым президентом корпорации стал Владимир Плитин, а вице-президентами — Григорий Гордейчук и Анатолий Короткевич.
В 2010 году президентом компании стал Максим Микитась, сменивший Юрия Пелиха. После того как Микитась в 2016 году стал народным депутатом Украины он лишился должности президента Укрбуда.
В сентябре 2019 года генеральный директор «Укрбуд Девелопмент» Олег Майборода сообщил, что Микитась перестал быть владельцем компании и вышел из строительного бизнеса. Спустя месяц стало известно, что новыми собственниками стали Евгений Дикин и Василий Полевой. В декабре 2019 года Микитась заявил, что Майборода продал «Укрбуд Девелопмент» ресторатору Дмитрию Федотенкову, при этом сама сделка, по его мнению, была сфальсифицирована.

## Финансовые показатели
В 2019 году Укрбуд вошёл в рейтинг самых дорогих брендов Украины, составленном журналом «Корреспондент». Корпорация заняла 36 место, а её стоимость составила 94,6 млн долларов.